# Calytrix faucicola
Calytrix faucicola är en myrtenväxtart som beskrevs av Lyndley Alan Craven. Calytrix faucicola ingår i släktet Calytrix och familjen myrtenväxter. Inga underarter finns listade i Catalogue of Life.